# Okamoto Masahiro
Masahiro Okamoto (岡本 昌弘 (Cương Bản Xương Hoằng) Okamoto Masahiro, sinh ngày 17 tháng 5 năm 1983 ở Chiba) là một cầu thủ bóng đá người Nhật Bản hiện tại thi đấu cho Ehime FC.

## Thống kê câu lạc bộ
Cập nhật đến ngày 23 tháng 2 năm 2018.
| Thành tích câu lạc bộ | Thành tích câu lạc bộ | Thành tích câu lạc bộ | Giải vô địch | Giải vô địch | Cúp                   | Cúp                   | Cúp Liên đoàn | Cúp Liên đoàn | Khác    | Khác      | Tổng cộng | Tổng cộng |
| Mùa giải              | Câu lạc bộ            | Giải vô địch          | Số trận      | Bàn thắng    | Số trận               | Bàn thắng             | Số trận       | Bàn thắng     | Số trận | Bàn thắng | Số trận   | Bàn thắng |
| Nhật Bản              | Nhật Bản              | Nhật Bản              | Giải vô địch | Giải vô địch | Cúp Hoàng đế Nhật Bản | Cúp Hoàng đế Nhật Bản | J. League Cup | J. League Cup | Khác1   | Khác1     | Tổng cộng | Tổng cộng |
| --------------------- | --------------------- | --------------------- | ------------ | ------------ | --------------------- | --------------------- | ------------- | ------------- | ------- | --------- | --------- | --------- |
| 2002                  | JEF United Chiba      | J1 League             | 0            | 0            | 0                     | 0                     | 0             | 0             | -       | -         | 0         | 0         |
| 2003                  | JEF United Chiba      | J1 League             | 0            | 0            | 0                     | 0                     | 1             | 0             | -       | -         | 1         | 0         |
| 2004                  | JEF United Chiba      | J1 League             | 0            | 0            | 0                     | 0                     | 0             | 0             | -       | -         | 0         | 0         |
| 2005                  | JEF United Chiba      | J1 League             | 0            | 0            | 0                     | 0                     | 0             | 0             | -       | -         | 0         | 0         |
| 2006                  | JEF United Chiba      | J1 League             | 13           | 0            | 1                     | 0                     | 2             | 0             | 1       | 0         | 17        | 0         |
| 2007                  | JEF United Chiba      | J1 League             | 8            | 0            | 1                     | 0                     | 4             | 0             | -       | -         | 13        | 0         |
| 2008                  | JEF United Chiba      | J1 League             | 21           | 0            | 0                     | 0                     | 4             | 0             | -       | -         | 25        | 0         |
| 2009                  | JEF United Chiba      | J1 League             | 23           | 0            | 3                     | 0                     | 4             | 0             | -       | -         | 30        | 0         |
| 2010                  | JEF United Chiba      | J2 League             | 14           | 0            | 2                     | 0                     | -             | -             | -       | -         | 16        | 0         |
| 2011                  | JEF United Chiba      | J2 League             | 38           | 0            | 2                     | 0                     | -             | -             | -       | -         | 40        | 0         |
| 2012                  | JEF United Chiba      | J2 League             | 34           | 0            | 3                     | 0                     | -             | -             | 2       | 0         | 39        | 0         |
| 2013                  | JEF United Chiba      | J2 League             | 42           | 0            | 1                     | 0                     | -             | -             | 1       | 0         | 44        | 0         |
| 2014                  | JEF United Chiba      | J2 League             | 33           | 0            | 1                     | 0                     | -             | -             | -       | -         | 34        | 0         |
| 2015                  | JEF United Chiba      | J2 League             | 11           | 0            | 3                     | 0                     | -             | -             | -       | -         | 14        | 0         |
| 2016                  | JEF United Chiba      | J2 League             | 5            | 0            | 2                     | 0                     | -             | -             | -       | -         | 7         | 0         |
| 2017                  | JEF United Chiba      | J2 League             | 0            | 0            | 0                     | 0                     | -             | -             | -       | -         | 0         | 0         |
| 2018                  | Ehime FC              | J2 League             |              |              |                       |                       | -             | -             | -       | -         |           |           |
| Tổng                  | Tổng                  | Tổng                  | 242          | 0            | 19                    | 0                     | 15            | 0             | 4       | 0         | 280       | 0         |

1Bao gồm A3 Vô địch Cup and Promotion Playoffs to J1.

## Danh hiệu và giải thưởng
Team
- J. League Cup Champion: 2005, 2006